# Enji Kakimoto
Enji Kakimoto (柿本円次?, Kakimoto Enji; Prefettura di Ōita, aprile 1920 – Cowra, 5 agosto 1944) è stato un aviatore e militare giapponese, che fu un asso dell'aviazione da caccia della Dai-Nippon Teikoku Kaigun Kōkū Hombu, il servizio aeronautico della Marina imperiale giapponese, durante la seconda guerra mondiale. Gregario dell'asso Saburō Sakai, è accreditato dell'abbattimento di 5 velivoli nemici.

## Biografia
Nacque nella Prefettura di Ōita nell'aprile 1920, ed ardente patriota decise di arruolarsi nella Marina imperiale giapponese nel 1937, allo scoppio della guerra con la Cina. Mentre prestava servizio a bordo dell'incrociatore pesante Myōkō rimase affascinato dalle imprese compiute dai piloti da caccia della marina impegnati in Cina, abbondantemente descritte sui giornali dell'epoca, e decise di diventare aviatore. Ritornato in Patria iniziò a prestare servizio su diversi aeroporti della marina, prendendo confidenza con il pilotaggio degli apparecchi fino ad iniziare a frequentare il 35º corso per allievi piloti nell'ottobre 1939. Brevettatosi pilota militare nel corso del 1941, dopo l'entrata in guerra dell'Impero giapponese fu assegnato al 3° Chutai del Tainan Kōkūtai, al comando del sottotenente di vascello Jun'ichi Sasai, dove militavano grandi piloti come Toshio Ōta e Saburō Sakai, diventando gregario di fiducia di quest'ultimo. 
Il 7 agosto 1942 prese parte all'attacco contro Guadalcanal nel corso del quale Sakai rimase gravemente ferito dal fuoco difensivo di un cacciabombardiere Douglas SBD Dauntless. Durante quella missione egli conseguì una doppietta, abbattendo un caccia Grumman F4F Wildcat e un cacciabombardiere SBD Dauntless su Tulagi. Venti giorni dopo guidò una pattuglia di Mitsubishi A6M Zero in una missione di scorta a dei cacciabombardieri Aichi D3A Val che dovevano attaccare degli obiettivi a Rabi, Nuova Guinea. Con il velivolo gravemente colpito riuscì ad ammarare vicino ad una spiaggia, raggiungendo la riva a nuoto dove fu catturato dagli abitanti locali e consegnato ai soldati australiani. A quella data aveva al suo attivo 5 vittorie aeree confermate.

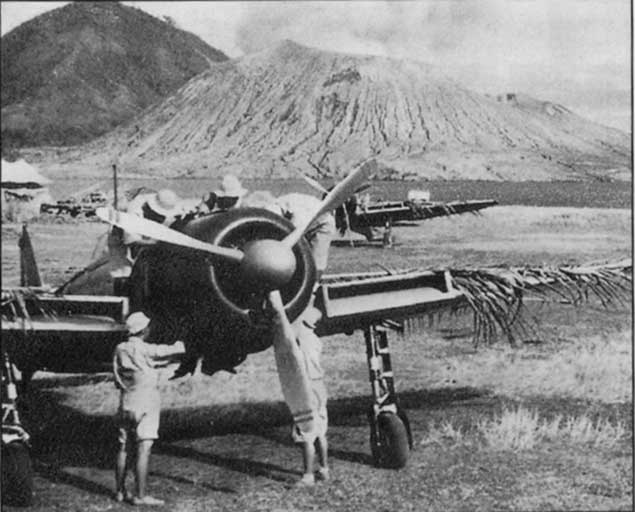
Un caccia Mitsubishi A6M2 Zero Type 21 a Rabaul con il vulcano Hanabuki sullo sfondo. Le ceneri e le polveri prodotte dalla continua attività vulcanica impedivano una visione ottimale ai piloti.

### La ribellione di Cowra
Non essendo tornato dalla missione il comando giapponese lo dichiarò disperso, e probabilmente morto. Inviato in Australia fu rinchiuso nel campo di concentramento di Cowra, nel Nuovo Galles del Sud a 230 km da Sydney. Più volte interrogato diede sempre informazioni fuorvianti, e si diede attivamente ad organizzare la più grande fuga di prigionieri giapponesi mai avvenuta. All'1:50 del 5 agosto 1944 circa 1.104 soldati giapponesi tentarono di evadere dal campo di prigionia di Cowra per darsi alla macchia. Il segnale dell'attacco fu dato dal marinaio Hajime Toyoshima suonando un corno, e incuranti del fuoco delle guardie, che spararono anche con le mitragliatrici Vickers in dotazione, i soldati giapponesi attaccarono con armi rudimentali i posti di guardia uccidendo quattro soldati e ferendone altri tre. Almeno 206 di loro rimasero uccisi, o rimasti feriti vennero uccisi dai loro connazionali, tra cui 31 che preferirono suicidarsi, mentre 180 rimasero feriti. 
Molti dei 359 che riuscirono ad evadere furono ripresi senza opporre resistenza, alcuni anche dieci giorni dopo, mentre 25 si suicidarono per non essere catturati. Al termine della fase preparatoria dell'evasione egli preferì non parteciparvi, e si suicidò impiccandosi. Il suo corpo riposa nel Cimitero di guerra giapponese di Cowra, insieme alle salme di altri 521 commilitoni. L'incidente di Cowra fu tenuto segreto dal governo australiano fino al 1950.

### Annotazioni
1. ↑  Essi avevano ricevuto severissimi ordini di non fare del male ai civili incontrati durante il loro percorso, ma piuttosto di uccidersi.
2. ↑  Due di essi si gettarono addirittura sotto un treno.

### Fonti
1. 1 2 3 4 5 6 7 8  Sakaida 2012, p. 40.
2. ↑  Sakaida 2012, p. 105.
3. 1 2  Kaplan 2013, p. 97.
4. 1 2 3  Sakaida 2012, p. 41.
5. 1 2 3 4 5  Angelo Paratico, I giapponesi e il senso dell'onore. I suicidi di Cowra, in Corriere della Sera, 14 dicembre 2013.